# پاتریشا بلچر
پاتریشا بلچر (انگلیسی: Patricia Belcher؛ زادهٔ ۱۹۵۴) هنرپیشه اهل ایالات متحده آمریکا است. وی از سال ۱۹۸۴ میلادی تاکنون مشغول فعالیت بوده است. از فیلم‌هایی که وی در آن نقش داشته است، می‌توان به ۵۰۰ روز سامر و ادموند اشاره کرد.